# ドルー
ドルー（Dreux）は、フランス、サントル＝ヴァル・ド・ロワール地域圏、ウール＝エ＝ロワール県のコミューン。

## 政治
ドルーは、1983年の国政選挙で注目を集めた。極右政党である国民戦線が初めて市議会で第一党となり、副市長を出したのである。当時、目に見える失業と移民社会（特にイスラム教徒）とにつながる不満が突出したとされた。

## 歴史
中世、ドルーはドルー伯の本拠地であった。ユグノー戦争における最初の大規模な戦いである、ドルーの戦い（en）が1562年12月19日に起き、カトリック勢力を率いたアンヌ・ド・モンモランシーが辛くも勝利をおさめた。

### ドルーの王室礼拝堂
フランス革命以前のフランスで、ブルボン＝パンティエーヴル家（ルイ14世の庶子であるトゥールーズ伯ルイ・アレクサンドルに始まる家系）は大土地所有者の一人であった。1775年、ドルー伯領は、ルイ16世によってパンティエーヴル公ルイ・ジャンへ与えられた。

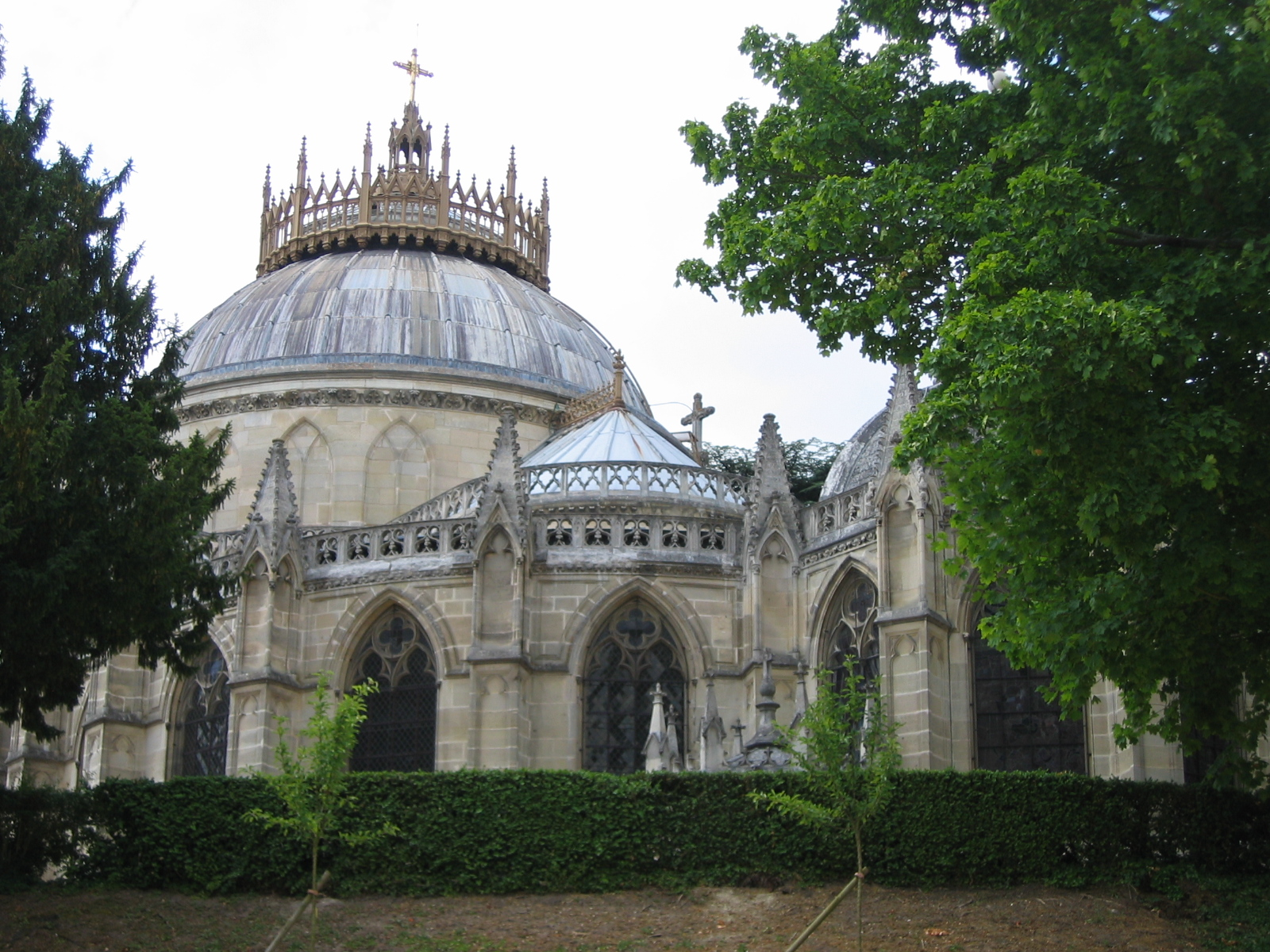
サン＝ルイ王室礼拝堂

1783年、ルイ・ジャンは所有していたランブイエ城（en）をルイ16世へ売却した。同年の11月25日、長い信仰の過程をへて、パンティエーヴル公ルイ・ジャンは9つの棺（父ルイ・アレクサンドル、母マリー・ヴィクトワール、妻でモデナ公女のマリー・テレーズ、そして自身の7人の子供たちのうち6人の棺が含まれていた）を、ランブイエ城の隣からサンテティエンヌ・ド・ドルー教会へ移した。ルイ・ジャンは1793年3月に亡くなり、彼の遺体は両親の眠る納骨堂に安置された。フランス革命中期であった同年の11月21日、暴徒が納骨堂を荒らし、10あった遺体を同教会の一般墓地へ投げ込んだ。
1816年、ルイ・ジャンのただ一人生き残っていた娘で、オルレアン公爵夫人のルイーズ・マリーは、生家の終の棲家として、一般墓地の場所に新たな礼拝堂を建設した。1830年、ルイーズ・マリーの長男でフランス王となったルイ・フィリップは礼拝堂を『ドルー王室礼拝堂』（Chapelle royale de Dreux、正式にはサン＝ルイ王室礼拝堂chapelle royale Saint-Louis）と改名して美しく飾り立てた。現在、この礼拝堂はオルレアン家の埋葬地となっている。
新たに作られた礼拝堂には、オルレアン家の75人の人々が埋葬されている。
- トゥールーズ伯ルイ・アレクサンドル
- マリー・ヴィクトワール・ド・ノアイユ　-　ルイ・アレクサンドルの妃
- パンティエーヴル公ルイ・ジャン
- マリー・テレーズ・フェリシテ・デスト　-　ルイ・ジャンの妃
- ランバル公ルイ・アレクサンドル　-　ルイ・ジャンの長男[2],
- オルレアン公妃ルイーズ・マリー　-　オルレアン公ルイ・フィリップ2世妃、ルイ・ジャンの長女
- コンデ公妃バティルド　-　オルレアン公ルイ・フィリップ1世の長女、ルイ・フィリップ2世の妹
- ルイーズ・マリー・アデライード　-　ルイ・フィリップ2世とルイーズ・マリーの長女
- ルイ・フィリップ　-　フランス王。ルイ・フィリップ2世とルイーズ・マリーの長男

## 姉妹都市
- トーディ、イタリア
- メルズンゲン、ドイツ
- クンドゥーグー、ブルキナファソ
- イヴシャム、イギリス
- バウツェン、ドイツ
- ケミセット、モロッコ

## 出身者
- アドリエン・トレベル - サッカー選手
- ヤン・ブロン - 歌手
- グエルション・ヤブセレ - バスケットボール選手
- カトリーヌ・コルシニ - 映画監督

## 参照
1. ↑  G. Lenotre, Le Château de Rambouillet, six siècles d'histoire, Calmann-Lévy, Paris, 1930, reprint: Denoël, Paris, 1984, (215 pages), chapter 5: Le prince des pauvres, pp. 78-79
2. ↑  この礼拝堂内にはルイ・アレクサンドルの妃であったランバル公妃マリー・ルイーズは埋葬されていない。彼女はフランス革命最中の1793年9月3日にパリのラ・フォルス監獄で殺害された。遺体はアンファン＝トルヴェ墓地へ埋葬されたが、後に遺体の判別ができなくなった:  Michel de Decker, La Princesse de Lamballe, Librairie Académique Perrin, Collection historique dirigée par André Castelot, Paris, 1979, chapter XII: Ils sont blanchis par le malheur, p. 265.